# 安蒂·约基宁
安蒂·约基宁（芬蘭語：Antti Jokinen；1968年4月26日—），芬兰MV及电影导演、编剧。他导演过的电影有《The Resident》（2011）、《清洗》（2012）、《助产士》（2015）、《恶之花》（2016）和《海伦》（2020）。他凭借电影《清洗》获得过芬兰电影尤西奖的最佳导演提名。